# 작은것이 아름답다
작은것이 아름답다는 녹색연합에서 펴내는 월간지이며 1996년 6월 창간되었다. 자연과 이웃과 더불어 사는 대안의 삶을 찾는다. 재생종이를 쓰며 우리말을 살려 쓰기 위해 노력한다.

## 연혁
- 1996년 창간
- 2008년 재창간
- 2013년 2월 200호 발간

## 주요활동
- 생태환경문화 월간지
- 재생종이 쓰기 운동 - "종이는 숲이다!"
- 녹색출판 운동
- 생태환경 단행본 출간

## 조직
- 글모듬지기(편집장) : 김기돈
- 글보듬지기(부편집장) : 정은영
- 글메김꾼(기자) : 이다영